# 日本ビソー
日本ビソー株式会社（にほんビソー、英語: NIHON BISOH CO.,LTD.）は、東京都港区に本社を置く日本最大手のゴンドラ及び関連製品メーカー。首都圏を中心に、高層建築物の外壁工事を行う改修工事会社でもある。

## 事業概要
- 仮設ゴンドラ事業 - 日本国内向けに外壁改修工事時などに用いられる可搬型ゴンドラの開発、製造、販売、レンタル、メンテナンス、計画・設置・解体サービスを行う。また、日本及び海外でゴンドラ用の昇降装置（ホイスト）の販売を行っている。日本国内売上シェアは70%以上で最大手[2]。
- 本設ゴンドラ事業 - 日本国内向けに高層ビルの窓拭き用常設型ゴンドラや、自動窓拭き機などの開発、製造、販売、メンテナンス、計画・設置・解体サービスを行う。国内シェアは50%以上で最大手[2]。
- 外装工事事業 - 日本の首都圏を中心に高層建築物の外壁調査、改修計画、改修工事を行う。
- インフラメンテ事業 - 日本で初めて[3]のゴンドラを備える橋梁点検車（ゴンドラ車）の開発、製造、レンタルを行う。

## 沿革
- 1966年 - 日本美装工業株式会社を設立。手動ゴンドラにてビル外装工事を開始。
- 1968年 - 電動仮設ゴンドラの開発に成功。仮設ゴンドラのレンタル業務を開始。
- 1974年 - 日本ビソー株式会社に社名変更。
- 1980年 - トラクションホイスト（ワインダー）及び本設ゴンドラの製造を開始。
- 1981年 - SSP足場システムを商品化。
- 1987年 - 自動窓拭機・横移動可能なゴンドラシステム（WENS）の商品化。
- 1989年 - 長崎製作所開設。CI（BVE）導入。
- 1996年 - トラクションホイストの輸出を開始。
- 2003年 - 本社を東京都港区芝浦に移転。長尺ゴンドラを商品化。
- 2005年 - 三谷商事と業務資本提携。
- 2009年 - レンタル用折りたたみ式ゴンドラを商品化。仮設ガイドレールシステムを商品化。
- 2017年 - ゴンドラを備える橋梁点検車（ゴンドラ車）を日本で初めて商品化。